# Yasmin Al Qadhi
Yasmin Al Qadhi es una periodista yemení que rescata a niños soldados.
Fue elegida como Mujer Internacional de Coraje en marzo de 2020.

## Vida
Nació alrededor de 1986 y se crio en una zona rural. Su padre la animó a pensar en una carrera a pesar de las críticas que recibió por permitir que sus hijas trabajaran. Estudió en la universidad de Saná.
Trabajó para la prensa local y fue una de las primeras en manifestarse en la "Change Square" y una de las primeras mujeres periodistas en informar sobre la Primavera Árabe cuando está surgió. Ella y su hermana, Entisar al Qadhi, crearon la Marib Girl's Foundation en 2010, pero ésta fracasó. Se reactivó en 2015 cuando estalló la guerra en Yemen y las hermanas pudieron ver la necesidad. Yasmin había perdido a su sobrino de 15 años a manos del ejército. La presión de sus compañeros le llevó a presentarse y los reclutadores no le rechazaron por ser demasiado joven.
Ella y su hermana trabajan con el ejército yemení para reducir el número de niños soldados. Su objetivo es evitar que los niños sean reclutados y trabajan con los oficiales superiores para conseguir que los niños soldados reclutados sean liberados.
Fue una de las productoras de una película que explicaba los problemas de las mujeres y los niños desplazados por la guerra. Sabe que las mujeres están dispuestas a recorrer distancias para asistir a la universidad. Su fundación anima a los empresarios a contratarlas, ya que estas mujeres no quieren ser espectadoras del futuro de Yemen.
Fue elegida Mujer de Coraje Internacional el 4 de marzo de 2020 por la Secretaria de Estado de Estados Unidos. Tras el premio, se desplazó a San Diego, donde fue recibida para una visita de cuatro días organizada por el Consejo Diplomático de San Diego.